# 애마
《애마》(영어: Aema)는 넷플릭스에서 2025년 8월 22일 공개 예정인 대한민국의 코미디 드라마이다.

## 기획의도
1980년대 초반 한국을 강타했던 영화 ‘애마부인’ 탄생의 과정 속 희란과 주애의 고군분투기를 담은 1980년대 충무로를 배경으로 한 픽션 코미디로, 화려한 영광 뒤 배우들의 치열한 삶을 담은 이야기.

## 제작진

### 각본&감독
- 이해영

## 등장인물

### 주요 인물
- 이하늬 : 정희란 역
- 방효린 : 신주애 역
- 진선규 : 구중호 역
- 조현철 : 곽인우 역

### 주변 인물
- 안길강
- 현봉식